# Max Emmerich
Max Philip Emmerich (Indianapolis, Indiana, 1 de juny de 1879 - Indianapolis, 29 de juny de 1956) va ser un gimnasta i atleta estatunidenc que va competir a cavall del segle xix i el segle xx.
El 1904 va prendre part en els Jocs Olímpics de Saint Louis, on guanyà la medalla d'or en el triatló del programa d'atletisme. També disputà el decatló, on abandonà i les proves gimnàstiques del concurs complet i el triatló de gimnàstica, on fou 67è i 100è respectivament.